# کروک، کاونتی دورهام
کروک (به انگلیسی: Crook) یک شهرک در بریتانیا است که در کانتی دورام واقع شده‌است. کروک ۱۳٬۷۹۲ نفر جمعیت دارد.